# Diagobel
Diagobel est un village du Sénégal situé en Basse-Casamance, au sud de Niamone. Il fait partie de la communauté rurale de Niamone, dans l'arrondissement de Tenghory, le département de Bignona et la région de Ziguinchor.
Lors du dernier recensement (2002), la localité comptait 412 habitants et 57 ménages.